# Ratusz w Chełmie

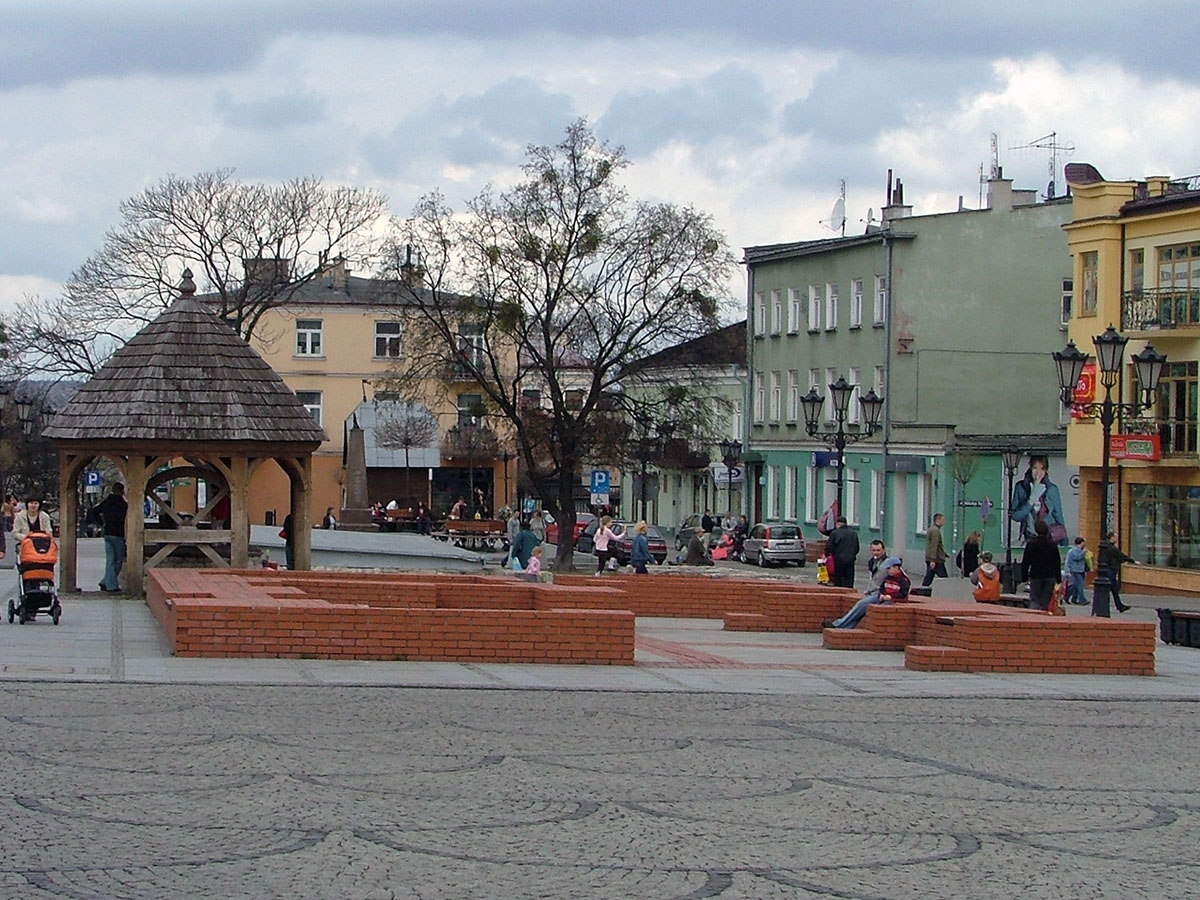
Plac Łuczkowskiego wraz z pozostałościami dawnego ratusza i kamienic starosty chełmskiego W. Węglińskiego

Ratusz w Chełmie – dawny ratusz, który znajdował się na placu Łuczkowskiego w Chełmie. Zniszczony wskutek pożaru z 1848 roku, rozebrany w 1852 roku.

## Historia
Budynek powstał w XV wieku. Ratusz po raz pierwszy był wzmiankowany w 1619 r. Jego wygląd znany jest z powstałego w 1756 r. miedziorytu T. Rakowieckiego. Zlokalizowany był on w centrum staromiejskiego rynku. Otaczały go kamienice, od południowego zachodu kościół parafialny a od północnego wschodu kompleks klasztorny dominikanów.
W XVI wieku do wieży ratusza dobudowano dodatkowy budynek. W II połowie XVIII wieku w sąsiedztwie ratusza powstały kamienice starosty chełmskiego W. Węgleńskiego.
Ratusz został rozebrany w 1852 r. po pożarze, który miał miejsce w 1848 r. Następnie w tym miejscu powstał kompleks sklepików żydowskich nazywanych Okrąglakiem, który funkcjonował do II wojny światowej. 
Na początku XXI wieku odsłonięto pozostałości ratusza, kamienicy starosty oraz zrekonstruowano studnię miejską. Pozostałości te znajdują się na placu Łuczkowskiego, który swą nazwę otrzymał w okresie międzywojennym od chełmskiego społecznika dr. Edwarda Łuczkowskiego.